# دير يبابانتيس
دير يبابانتيس ( اليونانية: Μονή Υπαπαντής، ت.ح. 'Monastery of the Presentation of Jesus' )، المعروف أيضًا باسم دير صعود المخلص ( اليونانية: Αναλήψεως του Σωτήρος، رومنة: Analipseos tou Sotiros )، هو دير مسيحي أرثوذكسي شرقي سابق وهو جزء من مجمع دير ميتيورا في ثيساليا، وسط اليونان. يقع الدير على جانب صخرة ديميتريوس.

## الوصف
تأسس الدير عام 1367 على يد رئيس كهنة يدعى Skete of Dupiani. وتم ترميمه عام 1765 على يد Athanasios Vlachavas، زعيم محلي في المنطقة وكان عضوًا في عائلة ثيميوس فلاشافاس. اليوم، دير يبابانتيس (حرفيًا "دير التطهير [للعذراء مريم]") غير نشط ونادرًا ما تتم زيارته، على الرغم من أن المبنى قد تم ترميمه مرة أخرى.

## الوصول
يؤدي درج إلى مبنى الدير من الطريق الرئيسي غير المعبد. ترتبط بها شبكة من المسارات تربطه مع صخرة دوبياني وقرية كاستراكي.